# Südlengern (Bünde)
Südlengern ist ein Stadtteil Bündes im Kreis Herford, im Nordosten Nordrhein-Westfalens. Im Osten schließt sich der gleichnamige Kirchlengerner Stadtteil Südlengern an. Zur Unterscheidung der beiden Orte wird der Bünder Stadtteil Südlengern-Heide genannt, der Ortsteil Kirchlengerns auch Südlengern-Dorf. Bis 1968 bildeten die beiden Teile eine gemeinsame, selbständige Gemeinde im Landkreis Herford. Am 1. Januar 1969 wurde die Altgemeinde im Zuge der Kommunalreform zwischen Bünde und Kirchlengern aufgeteilt.

## Lage
Im Norden wird Südlengern-Heide durch den Fluss Else begrenzt (Elseaue). Am gegenüberliegenden Ufer liegt der Bünder Stadtteil Spradow. Im Osten grenzt Bünde-Südlengern an Kirchlengern-Südlengern. Südlich befindet sich der Ortsteil Eilshausen der Gemeinde Hiddenhausen. Im Südwesten grenzt Südlengern an Bünde-Bustedt. Im Westen grenzt Südlengern-Heide an Bünde-Mitte. Im Süden Südlengern-Heides liegt der Doberg. Im Norden von Südlengern-Heide befindet sich im Barrenbruch mit 59 m ü. NHN der niedrigste Punkt der Stadt Bünde. Der Doberg und die Elseaue sind als Naturschutzgebiete ausgewiesen.

## Geschichte
Die Bauerschaft Südlengern wurde im 12. Jahrhundert gegründet. Vom Mittelalter bis zur Franzosenzeit gehörte Südlengern zur Vogtei Enger im Amt Sparrenberg der Grafschaft Ravensberg. Von 1807 bis 1813 gehörte der Ort zum Kanton Bünde, der von 1807 bis 1810 zum Königreich Westphalen und von 1811 bis 1813 zum Kaiserreich Frankreich gehörte. 1815 kam Südlengern zur preußischen Provinz Westfalen und darin 1816 zum Kreis Bünde, der 1832 im Kreis Herford aufging. Im Kreis Herford gehörte die Gemeinde Südlengern zunächst zum Amt Bünde und seit 1902 zum Amt Ennigloh. Der Gemeinde gehörten sowohl Südlengern-Dorf als auch Südlengern-Heide an. 
Am 1. Januar 1969 wurde das Gemeindegebiet durch das Herford-Gesetz zwischen Bünde und Kirchlengern aufgeteilt. Die ehemals wichtige Bedeutung der Mühlen im Ort, sowie die der Zigarrenindustrie mit ihren Niederlassungen und zahllosen Heimarbeitern finden als Symbole im Gemeindewappen Ausdruck. Eine deutliche Entwicklung des Ortsbildes erfuhr Südlengern nach Ende des Zweiten Weltkriegs durch Ansiedlung größerer Industriebetriebe und die stete Ausweitung des Wohnungsbaues infolge des Zuzugs von Heimatvertriebener aus den ehemaligen deutschen Ostgebieten. Zahlreiche Wohnhäuser entstanden in den 1950er und 1960er Jahren; die Siedlungsbebauung ist bis heute ortsbildprägend.

## Bevölkerung
Südlengern-Heide hat 4492 Einwohner (Stand: 30. September 2009).

## Religion

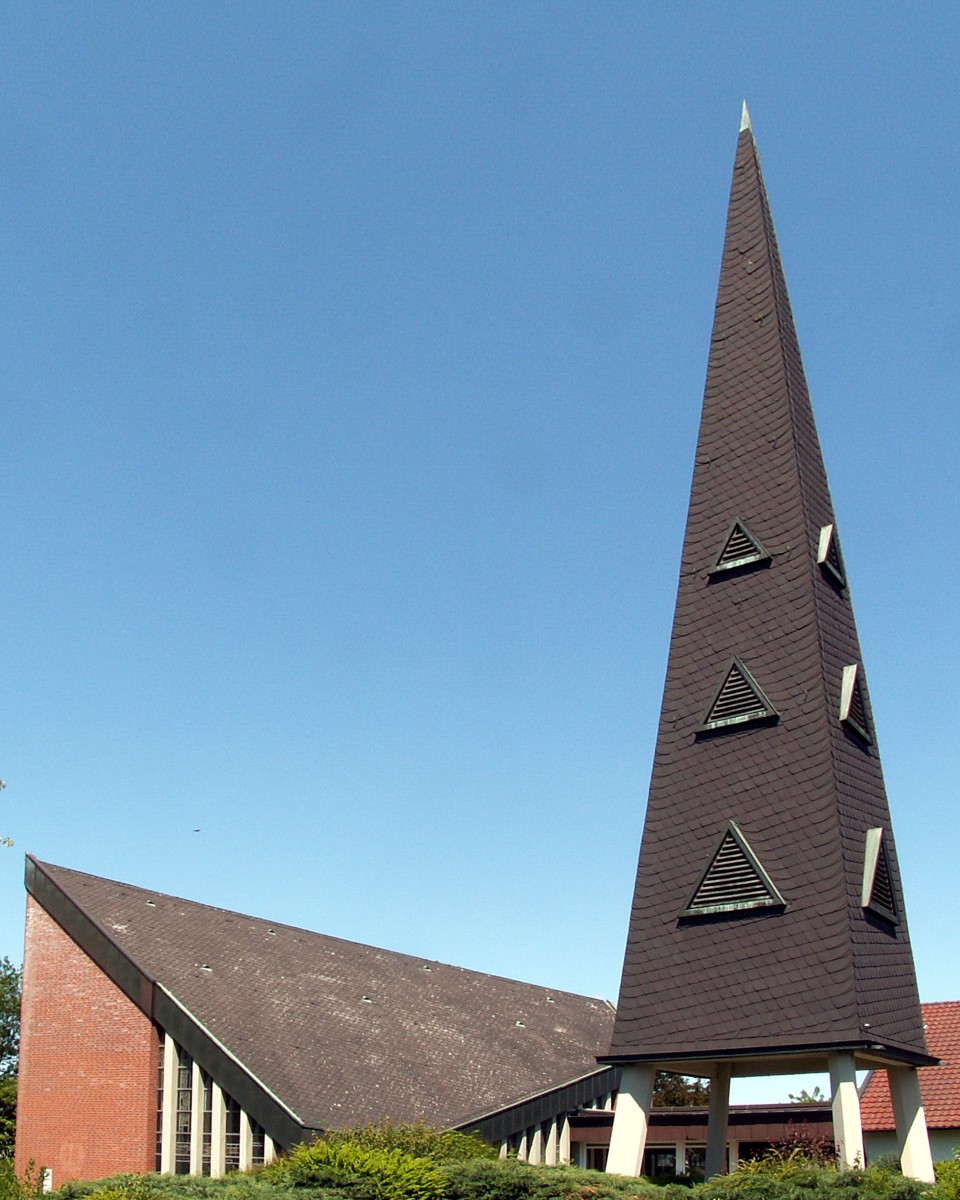
Versöhnungskirche

In beiden Teilen Südlengerns gibt es je eine evangelisch-lutherische Kirche (in Dorf die Lutherkirche und in Heide die Versöhnungskirche), deren Pfarrbezirke seit 2007 zur gemeinsamen ev.-luth. Lydia-Kirchengemeinde Bünde gehören. Ein Schwerpunkt der Arbeit der Evangelischen Jugend Südlengern ist (u. a. neben verschiedenen Jungscharen) eine Gruppe der musikbezogenen christlichen Jugendarbeit Ten Sing.

## Sport
Südlengern-Heide verfügt über einen Fußballplatz. Heimmannschaft ist der TuS Eintracht Südlengern.

## Bildung
Südlengern-Heide verfügt über eine Grundschule. Die Schule in Heide besteht aus einem Neubau, in dem die 1. Klassen untergebracht sind, einem Hauptgebäude und einem Altbau für die 3. Klassen. Im oberen Stockwerk des Altbaus befand sich lange Zeit der AWO-Kinderhort, der dann aber der Offenen Ganztagsschule weichen musste. Außerdem hat die Grundschule Heide eine Turnhalle, eine Weitsprunganlage, einen Schulgarten sowie einen Aschesportplatz, auf welchem der Fußballverein spielt und die Bundesjugendspiele stattfinden.

## Wirtschaft
In Südlengern-Heide befindet sich die Gerresheimer Bünde GmbH (Tubular Glass), die früher Bünder Glas GmbH hieß und in der Gegend immer noch unter diesem Namen bekannt ist. Sie dürfte mit mehr als 500 Angestellten der größte Arbeitgeber in Südlengern sein. Ein weiterer großer Arbeitgeber in Südlengern-Heide ist die Werner Kammann Maschinenfabrik GmbH & Co. KG mit rund 450 Angestellten.